# Cầy mangut Selous
Cầy mangut Selous (Paracynictis selousi) là một loài động vật có vú trong họ Cầy mangut, bộ Ăn thịt. Loài này được de Winton mô tả năm 1896.
Loài này có các phân loài:
- Paracynictis selousi bechuanae
- Paracynictis selousi ngamiensis
- Paracynictis selousi selousi
- Paracynictis selousi sengaani

Đây là loài đặc hữu phía nam châu Phi. Phạm vi phân bố gồm Angola, Zambia, Malawi, Namibia, Botswana, Zimbabwe, Mozambique, và Nam Phi.

## Hình ảnh

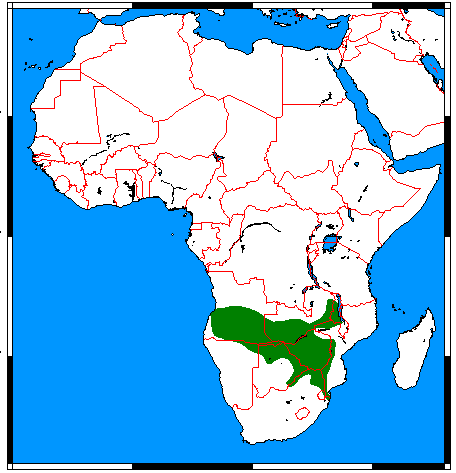